# Coelotes lamellatus
Coelotes lamellatus là một loài nhện trong họ Amaurobiidae.
Loài này thuộc chi Coelotes. Coelotes lamellatus được miêu tả năm 2009 bởi Nishikawa.